# János Kornai
János Kornai, född 21 januari 1928 i Budapest, död 18 oktober 2021 i Budapest, var en ungersk nationalekonom. Han är mest känd för sin analys och kritik av planekonomin i det f.d. kommunistiska östblocket.

## Biografi
Kornai studerade vid Karl Marxs ekonomiska universitet (numera Corvinus University of Budapest) i Budapest. Han satt i ungerska centralbankens styrelse fram till 2001 och har skrivit många böcker och artiklar inom nationalekonomi.
Från 1958 blev Kornai inbjuden till många utländska institutioner men nekades pass av de ungerska myndigheterna. Han kunde därför inte resa ut ur landet förrän 1963.
Från 1967 till 1992 var han verksam vid Ungerska Vetenskapsakademin. Från 1986 till 2002 var han också verksam vid Harvard University och utnämndes 1992 till professor.

## Verk
Redan 1953 visade Kornai sin desillusionerade syn på planekonomi i doktorsavhandlingen Overcentralization. Efter revolten 1956 publicerades den av Oxford University Press och väckte som första kritik av planekonomin från en "insider" stor uppståndelse i västvärlden.
1980 publicerades hans kanske mest inflytelserika bok Economics of Shortage. Den behandlar den "kroniska brist" ("chronic shortage") som uppstod i hela Östblocket i slutet av 1970-talet. Han drar slutsatsen att den inte orsakades av dålig planering utan istället var resultatet av inneboende fel i det ekonomiska systemet. I The Socialist System: The Political Economy of Communism vidareutvecklar han dessa idéer och visar genom en systematisk genomgång de inneboende brister den kommunistiska planekonomin har och de konsekvenser som följer därav. Han visar också varför de försök att överbrygga problemet med kronisk brist, ofta under namnet marknadssocialism, kommer att leda till makroekonomiska obalanser och göra situationen än allvarligare.
Hans senare böcker, The Road to a Free Economy (1990), Highway and Byways (1995), Struggle and Hope (1997) and Welfare in Transition (2001), behandlar makroekonomi och interaktionen mellan ekonomi och politik under övergången från plan- till marknadsekonomi i Central- och Östeuropa.
Kornai är ledamot av Kungliga Vetenskapsakademien.